# 彼得·帕尔莱日
帕尔莱日 (1330,符腾堡斯瓦比希格蒙德～1399-07-13，布拉格[今在捷克共和国]) 德国著名石工家族中的佼佼者。他的作品表明了后期哥特式建筑富于装饰盒炫耀技术的倾向。23岁时到布拉格建造圣维图斯大教堂。教堂拱顶复杂，受英国后期哥特式的影响。成为欧洲最早的网状拱顶。